# Stare Juchy
Stare Juchy [ˈstarɛ ˈjuxɨ] (deutsch Alt Jucha, 1929 bis 1938 Jucha, 1938 bis 1945 Fließdorf) ist ein Dorf im Powiat Ełcki der Woiwodschaft Ermland-Masuren in Polen. Es ist Sitz der gleichnamigen Landgemeinde mit 3697 Einwohnern (Stand 31. Dezember 2020).

## Lage
Stare Juchy liegt im mittleren Osten der Woiwodschaft am Gawlik (Gablickfluss) zwischen dem Jezioro Jędzelewo (Henselewo-See, 1938 bis 1945 Hänselsee) und dem Jezioro Ułówki (Uloffke-See). Die Kreisstadt Ełk (Lyck) liegt 14 Kilometer südöstlich.
Etwa zwei Kilometer südlich des Dorfes erhebt sich der mit 205 Metern seinerzeit höchste Berg des Kreises Lyck, der Plowiecka Góra (Plowczer Berg, auch: Plötzer Berg).

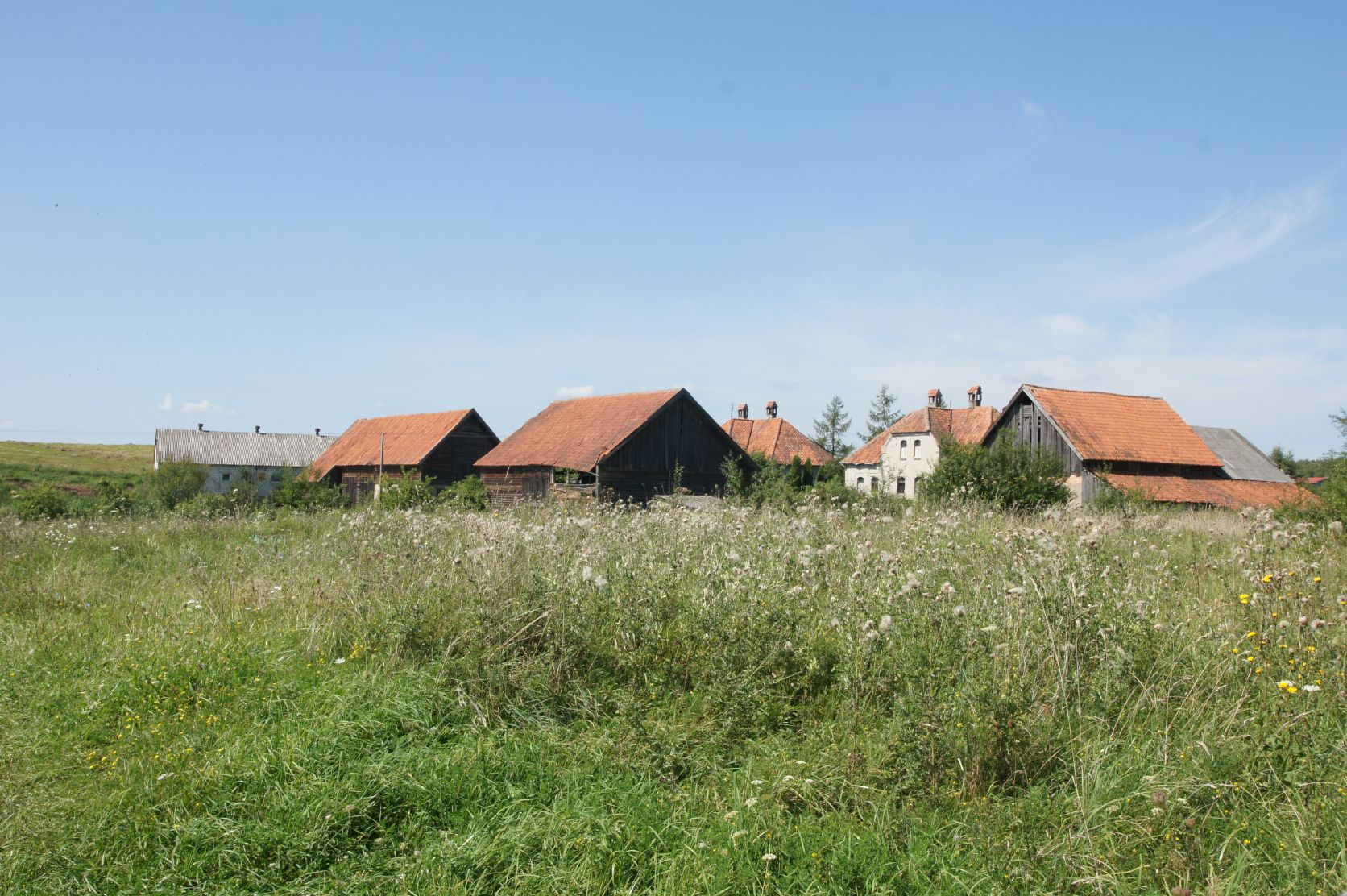
Altes Hofensemble in Stare Juchy

## Geschichte
Die Siedlungsplätze sowohl von Alt Jucha als auch vom Nachbarort Neu Jucha (südlich des Gablickflüsschens gelegen) dürften bereits Mitte des 15. Jahrhunderts bestanden haben. Das offizielle Gründungsjahr von Juchen, bis 1929 Alt Jucha und bis 1938 Jucha ist 1471, von Neu Jucha ist es das Jahr 1473.
Am 27. Mai 1874 wurde Alt Jucha Amtsdorf und damit namensgebend für den Amtsbezirk Jucha, der – vor 1908 mit der Bildung des Amtsbezirks Neu Jucha in „Amtsbezirk Alt Jucha“, 1929 wieder in „Amtsbezirk Jucha“ und ab 1939 in „Amtsbezirk Fließdorf“ umbenannt – bis 1945 bestand und zum Kreis Lyck im Regierungsbezirk Gumbinnen (ab 1905: Regierungsbezirk Allenstein) in der preußischen Provinz Ostpreußen gehörte. Am 16. September 1929 schlossen sich die beiden Amtsbezirke Alt Jucha und Neu Jucha zum neuen „Amtsbezirk Jucha“ zusammen. Dieser erhielt am 30. Januar 1939 die Umbenennung in „Amtsbezirk Fließdorf“.
Am 1. Dezember 1910 waren in Alt Juchen 281 Einwohner registriert. Während des Ersten Weltkrieges wurde das Gutshaus von Adlig Jucha, ursprünglich ein Barockbau aus der zweiten Hälfte des 18. Jahrhunderts, zerstört und danach im Geschmack der Zeit wieder aufgebaut.
Aufgrund der Bestimmungen des Versailler Vertrags stimmte die Bevölkerung im Abstimmungsgebiet Allenstein, zu dem Alt Jucha gehörte, am 11. Juli 1920 über die weitere staatliche Zugehörigkeit zu Ostpreußen (und damit zu Deutschland) oder den Anschluss an Polen ab. In Alt Jucha, Neu Jucha und Adlig Jucha stimmten 580 Einwohner für den Verbleib bei Ostpreußen, auf Polen entfielen keine Stimmen.
Am 30. September 1929 vereinigten sich die Landgemeinden Alt Jucha und Neu Jucha sowie der Gutsbezirk Adlig Jucha zur neuen Landgemeinde „Jucha“. Sie zählte im Jahre 1933 insgesamt 795 Einwohner. Am 18. August 1938 erhielt Jucha im Zuge der nationalsozialistischen Umbenennungsaktion den Namen „Fließdorf“. Die Zahl der Einwohner stieg bis 1939 auf 839.
In Folge des Zweiten Weltkrieges wurde das Dorf 1945 mit dem gesamten südlichen Ostpreußen an Polen überstellt und erhielt die polnische Namensform „Stare Juchy“. Der Ort ist heute Sitz eines Schulzenamtes (polnisch Sołectwo) und somit eine Ortschaft der Landgemeinde gleichen Namens, die nun eben auch ihren Sitz in Stare Juchy hat. Mit der deutschen Geschichte des Ortes hat sich Otto Gruber, Sohn des letzten deutschen Gutsbesitzers, dessen Familie 1710 aus Salzburg zuwanderte und bis 1945 hier saß, intensiv befasst. Das Haus gehört heute der Staatlichen Agentur für landwirtschaftliche Immobilien (AWRSP).

## Amtsbezirk (Alt/Neu) Jucha/Fließdorf (bis 1945)
Ab der Zeit vor 1908 existierten im Kreis Lyck die Amtsbezirke Alt Jucha sowie Neu Jucha, letzterer war aus dem Amtsbezirk Orzechowen (heute polnisch: Orzechowo) hervorgegangen. Am 16. September 1929 schlossen sich beide Amtsbezirke zum „Amtsbezirk Jucha“ zusammen und nannten sich ab 30. Januar 1939 „Amtsbezirk Fließdorf“.
Am 1. September 1931 waren in diesen Amtsbezirk eingegliedert:
| Ort im ehemaligen Amtsbezirk Alt Jucha | Ort im ehemaligen Amtsbezirk Neu Jucha | Änderungsname 1938 bis 1945 | Polnischer Name |
| -------------------------------------- | -------------------------------------- | --------------------------- | --------------- |
|                                        | Alt Krzywen                            | (ab 1936:) Alt Kriewen      | Stare Krzywe    |
| Ballamutowen                           |                                        | (ab 1934:) Giersfelde       | Bałamutowo      |
| Gorlen                                 |                                        | Aulacken                    | Gorło           |
|                                        | Grünsee bis 1929: Klein Krzywen        |                             | Nowe Krzywe     |
|                                        | Herrnbach bis 1927: Panistrugga        |                             | Panistruga      |
| Jucha bis 1929: Alt Jucha              |                                        | Fließdorf                   | Stare Juchy     |
|                                        | Kaltken                                | Kalthagen                   | Kałtki          |
| Laszmiaden bis 1936: Laschmiaden       |                                        | Laschmieden                 | Łaśmiady        |
| Lysken                                 |                                        | Lisken                      | Liski           |
|                                        | Nußberg bis 1929: Orzechowen           |                             | Orzechowo       |
|                                        | Olschöwen                              | Frauenfließ                 | Olszewo         |
|                                        | Plowczen                               | Plötzendorf                 | Płowce          |
| Sawadden                               |                                        | Auglitten                   | Zawady Ełckie   |
| Seedorf bis 1926: Jesziorowsken        |                                        |                             | Jeziorowskie    |

## Kirche

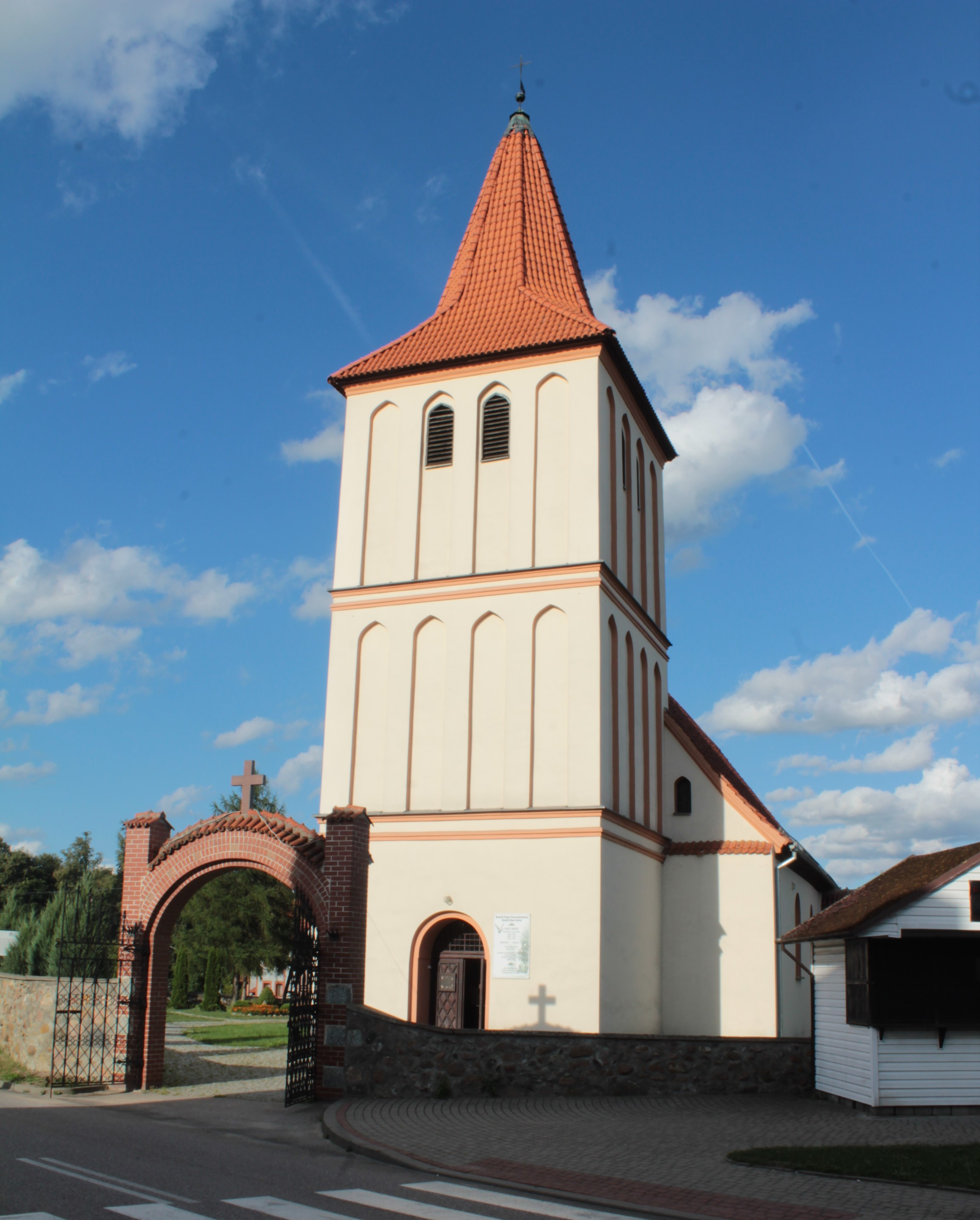
Die einst evangelische, jetzt katholische Kirche im Dorf Stare Juchy

Eine erste Kirche erhielt Jucha bereits 1487, sie stand im späteren Ortsteil Neu Jucha. Nach einhundert Jahren wurde ein Neubau fällig, der 1585 als Findlings- und Backsteinbau fertiggestellt werden konnte. Auffällig war der gestaffelte Ostgiebel und der vorgelegte Westturm mit achteckiger Spitze. Ein Teil der sehr alten Ausstattung ist noch vorhanden. Das bis 1945 evangelische Gotteshaus in der heutigen ul. Ełcka dient heute der römisch-katholischen Gemeinde als Pfarrkirche und trägt den Namen „Kościół pw. Trójcy Przenajświętszej“.

## Kirchengemeinden

### Evangelisch
Die Geschichte der Kirchengemeinde reicht bis in die vorreformatorische Zeit hinein. Mit der Reformation zog hier die lutherische Lehre ein. Zum Kirchdorf gehörte ein weitflächiges Kirchspiel, in dem 1925 insgesamt 5.028 Gemeindeglieder wohnten. Sie wurden noch bis ins 18. Jahrhundert hinein von zwei Geistlichen betreut. Die Pfarrei Jucha gehörte bis 1945 zum Kirchenkreis Lyck in der Kirchenprovinz Ostpreußen der Kirche der Altpreußischen Union.
Flucht und Vertreibung der einheimischen Bevölkerung setzte der Arbeit der evangelischen Kirchengemeinde in Stare Juchy ein Ende. Die evangelischen Kirchenglieder halten sich heute zur Kirchengemeinde in der Kreisstadt Ełk (deutsch Lyck), einer Filialgemeinde der Pfarrei in Pisz (Johannisburg) in der Diözese Masuren der Evangelisch-Augsburgischen Kirche in Polen.

### Römisch-katholisch
Vor 1945 lebten in der Region Jucha nur wenige katholische Kirchenglieder. Sie waren in die Pfarrkirche St. Adalbert in Lyck (polnisch Ełk) im Dekanat Masuren II (Sitz: Johannisburg, polnisch Pisz) im Bistum Ermland eingepfarrt. Heute ist Stare Juchy Sitz einer Pfarrei, der auch die Filialkirche in Gorłówko (Gorlowken, 1938 bis 1945 Gorlau) angegliedert ist. Sie ist Teil des Dekanat Święty Rodziny Ełk im Bistum Ełk der Römisch-katholischen Kirche in Polen.

### Evangelisch-methodistisch
In Stare Juchy hat sich eine Gemeinde der Evangelisch-methodistischen Kirche etabliert. Ihr Zentrum steht an der ul. Jeziorna im südlichen Teil der Stadt.

## Gemeinde
Zur Landgemeinde (gmina wiejska) Stare Juchy mit einer Fläche von 196,55 km² gehören das Dorf selbst und 24 weitere Dörfer mit Schulzenämtern (sołectwa).

## Verkehr
Die Bedeutung des Dorfes Stare Juchy als zentralen Ort nicht nur für seinen früher jährlichen Vieh- und Pferdemarkt unterstreicht hier das Zusammentreffen zahlreicher Regionalstraßen. Von Nordwesten die Nebenstraße 1714N von Wydminy (Widminnen), von Nordosten die Nebenstraße 1846N von Zawady Ełckie (Sawadden, 1938 bis 1945 Auglitten) sowie Straßen von Gorłówko (Gorlowken, 1938 bis 1945 Gorlau) im Norden, Szczecinowo (Szczeczinowen, 1925 bis 1945 Steinberg) im Nordwesten, von Stare Krzywe (Alt Krzywen, 1936 bis 1945 Alt Kriewen) im Süden und von Straduny (Stradaunen) im Osten.

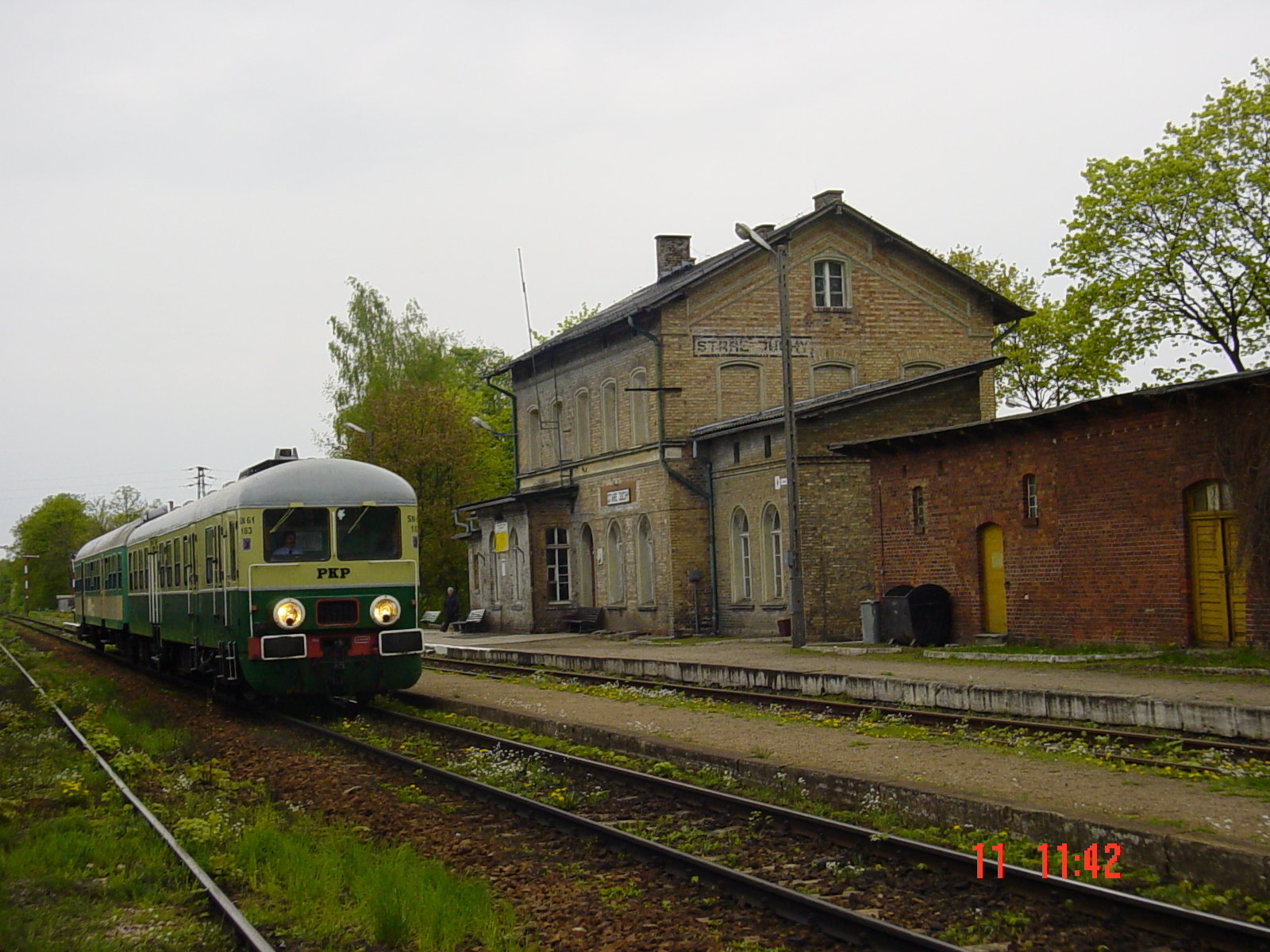
Der Bahnhof Stare Juchy

Stare Juchy ist seit 1868 Bahnstation an der Bahnstrecke Korsze–Białystok, die früher die Stadt Königsberg (Preußen) mit Prostken verband und auch bis nach Brest führte.
Der nächste internationale Flughafen ist Danzig.

## Persönlichkeiten
- Friedrich von Pelkowsky (1705–1786), preußischer Generalmajor, Kommandant der Festung Kolberg; geboren in Adlig Jucha
- Johannes Georg Kiehl (1851–1926), Reichsgerichtsrat
- Artur Laskus (1936–1998), Zimmermann, Architekt und Künstler.